# Tony Bradley
Tony Lee Bradley Jr. (Bartow, Florida, 8 de enero de 1998) es un baloncestista estadounidense que pertenece a la plantilla de los Indiana Pacers de la NBA. Con 2,08 metros de estatura, juega en las posiciones de ala-pívot o pívot.

## Trayectoria deportiva

### Primeros años
Jugó en su etapa de secundaria en el instituto de su localidad natal, el Bartow High School, donde en su última temporada promedió 22,8 puntos, 12,6 rebotes y 3,0 tapones, convirtiéndose en el líder histórico del centro tanto en puntos (1.973) como en rebotes (1.054). Participó ese año en el prestigioso McDonald's All-American Game.

### Universidad
En septiembre de 2015 Bradley anunció que cursaría sus estudios universitarios en la Universidad de Carolina del Norte y jugaría baloncesto con los Tar Heels. Jugó una única temporada, en la que promedió 7,1 puntos y 5,1 rebotes por partido, ayudando a su equipo a ganar el Torneo de la NCAA de 2017. Al término de la temporada anunció su intención de entrar en el Draft de la NBA, renunciando a los tres años que le quedaban de universidad, a pesar de sus discretos números en su única temporada.

#### Estadísticas
| Año     | Equipo         | PJ | PT | MPP  | %TC  | %3P  | %TL  | RPP | APP | ROB | TPP | PPP |
| ------- | -------------- | -- | -- | ---- | ---- | ---- | ---- | --- | --- | --- | --- | --- |
| 2016–17 | North Carolina | 38 | 0  | 14.6 | .573 | .000 | .619 | 5.1 | .6  | .3  | .6  | 7.1 |

### Profesional
Fue elegido en la vigésimo octava posición del Draft de la NBA de 2017 por Los Angeles Lakers, pero sus derechos fueron traspasados a los Utah Jazz a cambio de los de la elección número 30 (Josh Hart) y los de la elección 42 (Thomas Bryant).
Después de tres años en Utah, el 22 de noviembre de 2020, es traspasado, desde Detroit, a Philadelphia 76ers a cambio de Zhaire Smith. Pero el 25 de marzo de 2021, es de nuevo traspasado, esta vez a Oklahoma City Thunder en un acuerdo entre tres equipos.
El 4 de agosto de 2021, firma como agente libre con Chicago Bulls por una temporada.
El 21 de febrero de 2023, es cortado por los Bulls.
El 20 de octubre de 2023 firmó con los Dallas Mavericks, pero fue despedido el mismo día. El 9 de noviembre de 2023 fue incluido en la lista de la noche inaugural de los Texas Legends.
El 7 de octubre de 2024 firmó con los Atlanta Hawks, pero fue despedido al día siguiente. El 26 de octubre, se unió a los College Park Skyhawks.
El 2 de marzo de 2025 firmó un contrato de diez días con los Indiana Pacers. Volvió a jugar en la NBA más de dos años después de su último encuentro con los Bulls, de febrero de 2023. Al término del contrato renovó por otros diez días, y el 23 de marzo hasta final de temporada, disputando 14 encuentros con los Pacers en temporada regular, y alguno más en playoffs.

## Estadísticas de su carrera en la NBA

### Temporada regular
| Año     | Equipo        | PJ  | PT | MPP  | %TC  | %3P   | %TL   | RPP | APP | ROB | TPP | PPP |
| ------- | ------------- | --- | -- | ---- | ---- | ----- | ----- | --- | --- | --- | --- | --- |
| 2017-18 | Utah          | 9   | 0  | 3.2  | .273 | .000  | 1.000 | 1.2 | .1  | .0  | .0  | .9  |
| 2018-19 | Utah          | 3   | 0  | 12.0 | .500 | —     | .500  | 5.0 | .3  | .7  | .7  | 5.7 |
| 2019-20 | Utah          | 58  | 3  | 11.4 | .667 | 1.000 | .652  | 4.6 | .4  | .2  | .6  | 4.9 |
| 2020-21 | Philadelphia  | 20  | 8  | 14.4 | .680 | .000  | .636  | 5.2 | .9  | .3  | .7  | 5.5 |
| 2020-21 | Oklahoma City | 22  | 0  | 18.0 | .656 | .000  | .705  | 6.1 | .9  | .4  | .8  | 8.7 |
| 2021-22 | Chicago       | 55  | 7  | 10.0 | .585 | —     | .655  | 3.4 | .5  | .2  | .6  | 3.0 |
| 2022-23 | Chicago       | 12  | 0  | 2.8  | .500 | .600  | 1.000 | .9  | .1  | .1  | .1  | 1.6 |
| 2024-25 | Indiana       | 14  | 0  | 8.1  | .644 | .333  | .333  | 3.0 | .4  | .1  | .6  | 4.4 |
| Total   | Total         | 193 | 18 | 10.9 | .632 | .467  | .667  | 4.0 | .5  | .2  | .6  | 4.4 |

### Playoffs
| Año   | Equipo  | PJ | PT | MPP | %TC   | %3P  | %TL  | RPP | APP | ROB | TPP | PPP |
| ----- | ------- | -- | -- | --- | ----- | ---- | ---- | --- | --- | --- | --- | --- |
| 2018  | Utah    | 1  | 0  | 2.0 | .500  | —    | —    | 1.0 | .0  | .0  | .0  | 2.0 |
| 2020  | Utah    | 6  | 0  | 8.1 | .222  | —    | .714 | 3.8 | .2  | .3  | .3  | 1.5 |
| 2022  | Chicago | 2  | 0  | 4.0 | 1.000 | —    | —    | 2.0 | .5  | .0  | .0  | 5.0 |
| 2025  | Indiana | 11 | 0  | 7.1 | .444  | .000 | .750 | 1.9 | .3  | .0  | .1  | 1.5 |
| Total | Total   | 20 | 0  | 6.8 | .480  | .000 | .737 | 2.5 | .3  | .1  | .2  | 1.9 |